# Josef Steiner (Politiker, 1862)

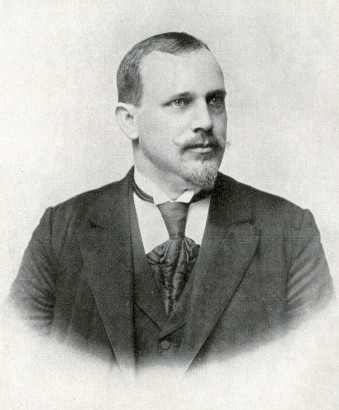
Josef Steiner

Josef Steiner (* 14. November 1862 in Prag; † 27. Dezember 1912 ebenda) war ein tschechischer sozialdemokratischer Politiker, Journalist und Gewerkschafter.

## Leben
Steiner lernte in Prag Glasschleiferei und als Lehrling kam er nach Nordböhmen, wo er Deutsch lernte und vor allem in Berührung mit anarchistischen und sozialistischen Ideen kam sowie die Problematik der nationalen Minderheiten kennenlernte. Hier beteiligte er sich zum ersten Mal an der Bildung der Arbeiterorganisationen.
1884 wurde er zum Militärdienst eingezogen. Nach der Rückkehr engagierte er sich in Prag in der Arbeiterbewegung, er wirkte im Politický klub českého dělnictva (Politischer Klub der tschechischen Arbeiterschaft), dem ersten Zentrum der Arbeiterschaft, dessen Vorsitzender er 1890 wurde und als solcher die Feierlichkeiten zum 1. Mai 1890 vorbereitete. Er redigierte sozialdemokratische Zeitschriften wie Osmihodinná doba pracovní (Achtstündige Arbeitszeit) und Sociální demokrat (Sozialdemokrat), das Zentralorgan der tschechischen Sozialdemokratie. Während einer Versetzung nach Pilsen 1891 verdiente er sich als Organisator der sozialdemokratischen Arbeiterbewegung in dieser Region. Nach seiner Rückkehr nach Prag 1894 übernahm Steiner noch die Herausgabe der Periodika Právo und Právo lidu. Unter Mitwirkung des späteren Präsidenten T. G. Masaryk gründete Steiner am 27. September 1896 die Dělnická akademie (Arbeiterakademie), die erste Bildungsanstalt der tschechischen sozialdemokratischen Arbeiterbewegung, und wurde zu deren ersten Vorsitzenden gewählt. Am 12. März 1897 wurde Steiner als Abgeordneter in den Reichsrat in Wien gewählt und nahm teil an Parteitagen sowohl der tschechischen wie österreichischen Sozialdemokraten teil. Er lernte die Problematik der tschechischen Minderheit in Wien kennen und leitete 1899–1905 die Redaktion der Wiener Tageszeitung Dělnické listy, die als die beste tschechischsprachige Zeitung der damaligen Zeit galt.
Steiner kehrte 1905 nach Prag zurück und engagierte sich zunehmend in der Gewerkschaftsbewegung. Er trieb die Entstehung der sozialdemokratischen Odborové sdružení českoslovanské OSČ (Tschecho-slawische gewerkschaftliche Vereinigung) voran, deren Sekretär er wurde. OSČ war die erste und zugleich lange Zeit auch die größte Gewerkschaftsorganisation in Böhmen. Steiner erreichte nach vielen Kämpfen auch die faktische Selbständigkeit der OSČ gegenüber dem österreichischen Verband und wahrte so die Vertretung der tschechischen Gewerkschaften im Rahmen der europäischen Gewerkschaftsbewegung.
Durch die aufgeblähte Agenda seiner Tätigkeit und die damit zusammenhängenden Probleme wurde seine Gesundheit beeinträchtigt. Unmittelbar nach seinem Auftritt auf dem 5. Gewerkschaftstag der OSČ im November 1910 musste er in eine Heilanstalt überwiesen werden, wo er am 27. Dezember 1912 starb. Sein Begräbnis wurde von rund 40.000 Menschen begleitet.